# Nicholas J. Sinnott

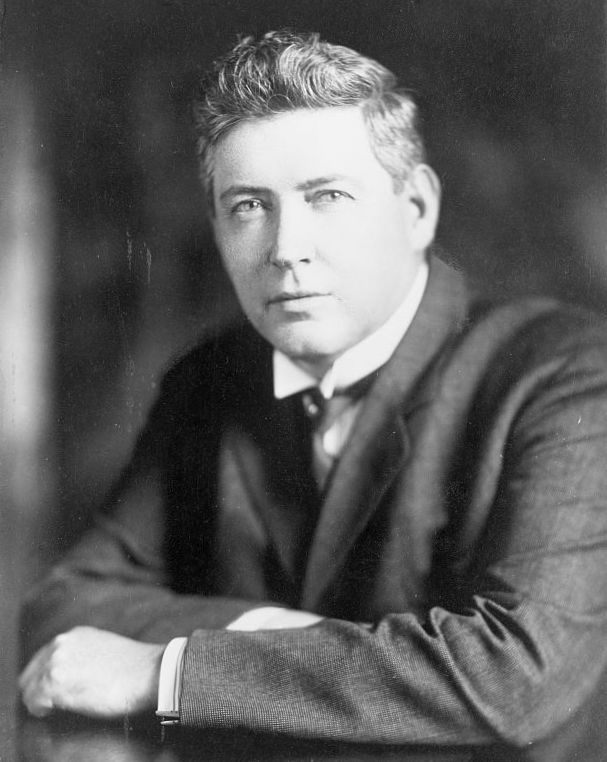
Nicholas J. Sinnott (1913)

Nicholas John Sinnott (* 6. Dezember 1870 in The Dalles, Oregon; † 20. Juli 1929 in Washington, D.C.) war ein US-amerikanischer Jurist und Politiker. Zwischen 1913 und 1928 vertrat er den zweiten Wahlbezirk des Bundesstaates Oregon im US-Repräsentantenhaus.

## Werdegang
Nicholas Sinnott besuchte die Schulen in seiner Heimat und studierte danach bis 1892 an der University of Notre Dame in Indiana. Nach einem Jurastudium und seiner 1895 erfolgten Zulassung als Rechtsanwalt begann er in seiner Geburtsstadt The Dalles in seinem neuen Beruf zu arbeiten.
Sinnott wurde Mitglied der Republikanischen Partei. Zwischen 1909 und 1911 gehört er dem Senat von Oregon an. Im Jahr 1912 wurde er in das US-Repräsentantenhaus gewählt, wo er am 4. März 1913 Walter Lafferty ablöste, der in den dritten Wahlbezirk gewechselt war. Bis einschließlich 1926 wurde Nicholas Sinnott regelmäßig in seinem Amt bestätigt. Im Kongress war er zeitweise Vorsitzender des Ausschusses zur Verwaltung des staatlichen Landes und Mitglied im Ausschuss zur Vergabe von Patentrechten. Außerdem setzte er sich für einen Ausbau der Bewässerungsanlagen im Osten Oregons ein.
Am 18. April 1928 wurde Nicholas Sinnott von US-Präsident Calvin Coolidge zum Bundesrichter am Court of Claims ernannt. Daraufhin legte er am 31. Mai desselben Jahres sein Abgeordnetenmandat nieder. Sinnott blieb bis zu seinem Tod im Juli 1929 Bundesrichter. Er war seit 1901 mit Dora Purcell verheiratet, mit der er sechs Kinder hatte.